# Dolina Lepene
Dolina Lepene je približno 5 km dolga ledeniška dolina v Julijskih Alpah in ena od manjših stranskih dolin Trente v Triglavskem narodnem parku. Na koncu doline, pod steno Malega Lemeža, je močan kraški izvir s slapom potoka Lepenjica (tudi Lepena), ki se izliva v Sočo. Nad njo se vzpenjajo Črni vrh, Kaluder, Veliki Lemež, Lipnik, Hudi vrh in severni rob Golobarja.
V zatrepu doline stoji Dom dr. Klementa Juga v Lepeni, ki je priljubljeno izhodišče za dostop do Krnskega jezera, na začetku pa je večje turistično naselje z gostiščem in športnimi igrišči. Na mestu, kjer se dolina Lepene odpira v Trento, se začnejo velika korita Soče.
V dolini leži tudi raztresena vas Lepena, sestavljena iz več delov, ki nosijo ledinska imena: Labrje, Log, Klin in Konec. Po dolini je speljana cesta dolga 6 km, ki se pri Kufenku odcepi od ceste Bovec-Trenta. Zgrajena je bila med prvo svetovno vojno in imela svoj podaljšek čez Duplje pod Bogatin. Odsek od konca doline je propadel in danes služi kot planinska pot mimo Doma pri Krnskih jezerih proti Komni.
Ob izlivu Lepenjice v Sočo je veliko prodišče, kjer raste v velikem obsegu lapuh, ki mu domačini pravijo lepenje, od tod ime potoka in doline.

## Geologija
V pleistocenu je po dolini tekel pobočni ledenik, ki je napajal veliki Soški ledenik. Okoli 100 m visok dolinski prag deli dolino na spodnji in zgornji del. Spodnja Lepena ima lepo oblikovane terase in pasove gline kar kaže, da je bilo tukaj nekoč jezero. Ob robu doline so podori V zlomih in Na okroglih, v koncu doline pa melišča pod Kaludrom.
To območje je leta 1998 močno prizadel potres v Zgornjem Posočju, ki je imel žarišče med dolino in Krnskim pogorjem. V sami Lepeni je nastalo več skalnatih podorov, ki so močno spremenili relief.

## Šunikov vodni gaj
Šunikov vodni gaj (46°16′46″N 13°38′28″E / 46.27944°N 13.64111°E) je območje ob potoku Šunik (tudi Šumnik), ki priteka izpod planine Zagreben in je pritok Lepenjice. Zaradi neokrnjene narave ob potoku, ki blagodejno vpliva na človekovo počutje, so ob njem speljali krožno pohodno pot. Ob poti so še vidni ostanki mlina (mlinska kamna), ki je deloval do prve svetovne vojne in ruševine žage, ki je delovala še v petdesetih letih dvajsetega stoletja. Končno pot, preden se obrne nazaj, mimo vrste skočnikov, pripelje do Šunikovega slapa.
Med prvo svetovno vojno je tod mimo potekala glavna preskrbovalna pot za fronto.